# Великий флот

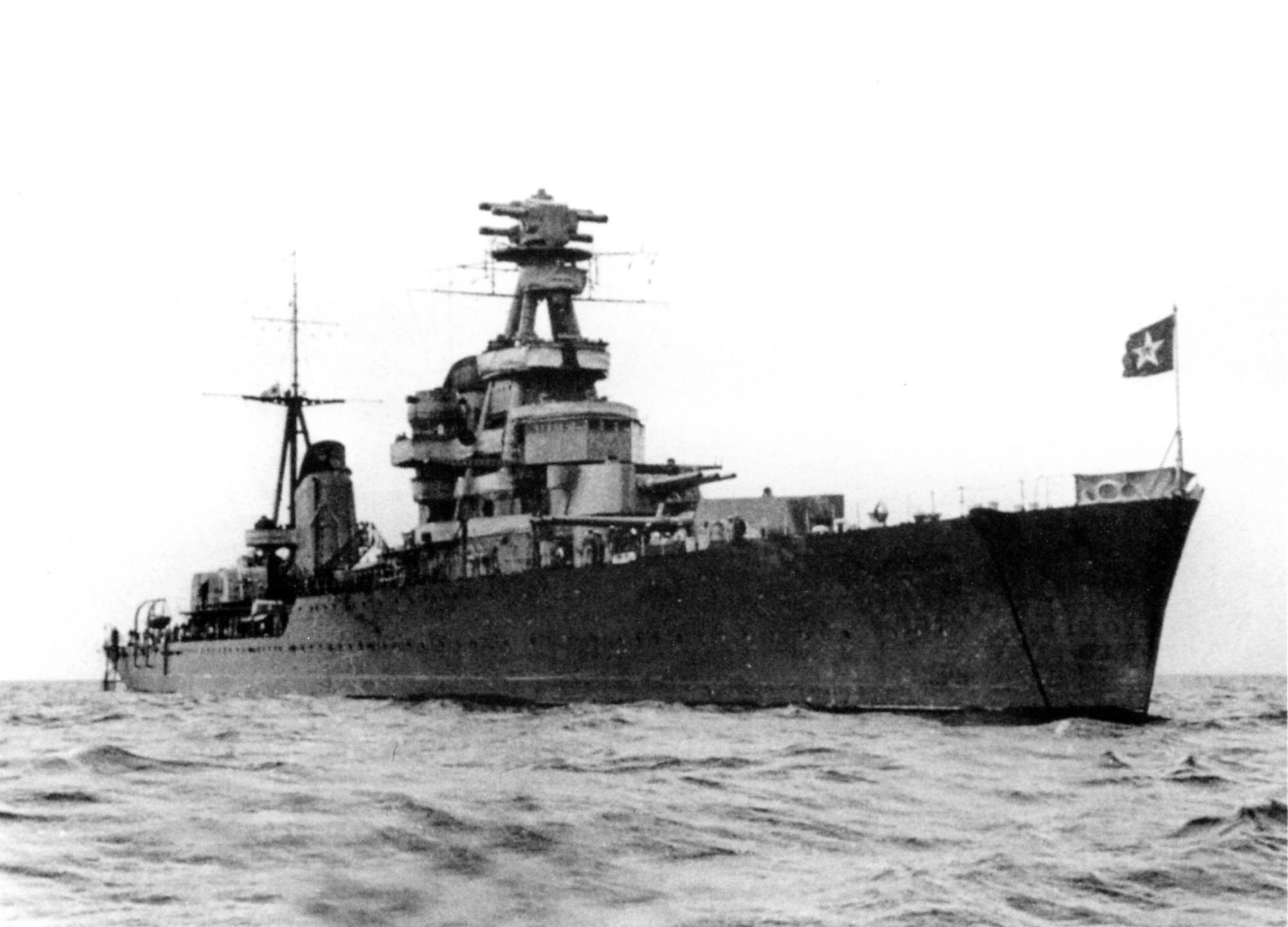
Крейсер «Кіров», проекту 26

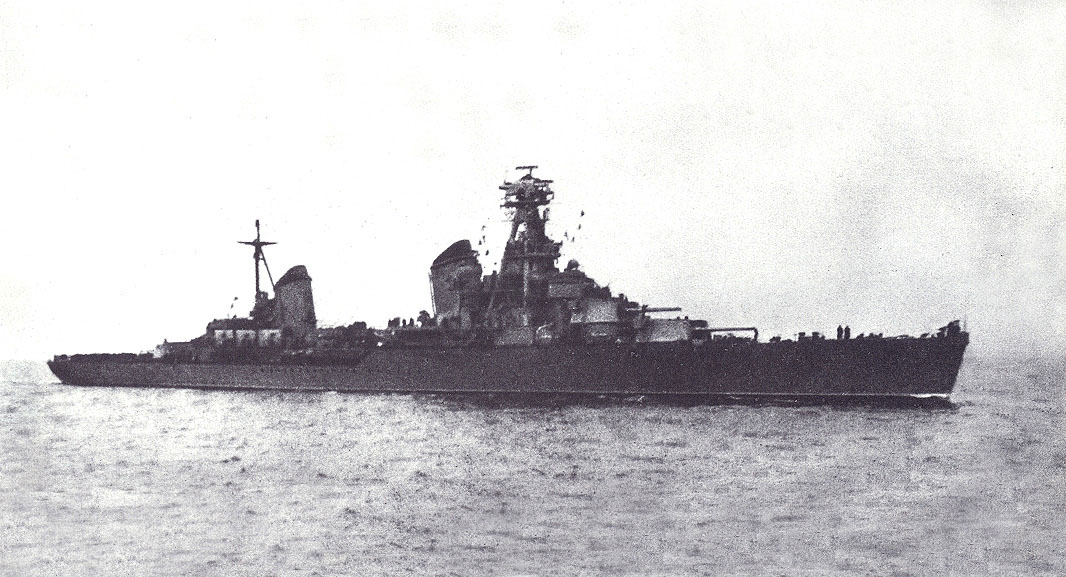
Крейсер «Ворошилов», проекту 26-біс

Великий флот — збірна назва програм будівництва Військово-морського флоту СРСР у 1938-1955 роках, метою яких було створення потужного океанського флоту. Ядро «Великого флоту» повинні були складати великі бойові кораблі, які переважали або були рівні за своїми бойовими і експлуатаційним якостям аналогічним кораблям іноземних флотів. Найбільшими кораблебудівними програмами цього періоду стали «Десятирічний план будівництва кораблів ВМФ» (1938–1947 роки) і «Десятирічна програма військового кораблебудування на 1946–1955».

## Передісторія
Перші програми військового кораблебудування Робітничо-селянського військово-морського флоту (1926 і 1929 років) були орієнтовані на заміну застарілих балтійських і чорноморських підводних човнів дев'ятнадцятьма великими і чотирма малими підводними човнами, добудову трьох ескадрених міноносців типу «Новік», модернізацію чотирьох лінійних кораблів, будівництво незначного числа легких сторожових суден, 68 торпедних катерів і монітора з 356-мм гарматами. Однак навіть вони не були повністю виконані: за 1929–1932 рік вступили в дію сім підводних човнів типу «Декабрист», вісім сторожових кораблів типу «Ураган» та 59 торпедних катерів типу «Ш-4», модернізовані всього два лінійних кораблі.
Ідея будівництва «Великого радянського флоту» вперше з'явилася не пізніше 1930 року, спочатку її прихильником був сам Й. В. Сталін. У цьому ж році група фахівців флоту, що стверджувала про нереальність цієї ідеї, була репресована, а її прихильники оголошені ворогами народу. Однак, незабаром ворогами народу стали вже самі прихильники «Великого флоту».
Вперше про існування планів по будівництву лінкорів для Радянського Військово-морського флоту згадав на засіданні Комісії оборони при РНК СРСР 11 липня 1931 року Й. В. Сталін: «Почати спорудження великого флоту треба з малих кораблів. Не виключено, що через п'ять років ми будемо будувати лінкори». У наступні кілька років теми з новим лінкорам незмінно викреслювалися з планів Наукового інституту військового кораблебудування, так як у «Програмі військового суднобудування на другу п'ятирічку (1933–1938)», заснованій на теоретичних поглядах прихильників «Малого флоту» (А. П. Александрова, В. М. Лудри, К. І. Душенова та ін), роль головної ударної сили майбутніх радянських флотів відводилася підводним човнам і морській авіації берегового базування. Тим не менш, з мовчазного схвалення Управління Морських Сил РСЧА, а в подальшому (в 1934–1935 роках) при його відвертому заохоченні у Центральному конструкторському бюро спецсудобудування № 1 (ЦКБС-1) були розпочаті проєктні проробки важких артилерійських кораблів, спочатку проміжних між лінкором і важким крейсером (проєкт великого крейсера Х з водотоннажністю 16 500 т і 240-мм артилерією).
У першій половині 1930-х років у світі почався новий етап гонки морських озброєнь. У 1932–1935 роках у Франції були закладені 2 лінкори типу «Дюнкерк» стандартною водотоннажністю 32 000 т (2×4 330-мм гармат головного калібру), в Німеччині — два лінкори типу «Шарнхорст» стандартною водотоннажністю 26 500 т (3×3 283-мм гармат ГК), у Італії — 2 лінкори типу «Литторіо» стандартною водотоннажністю 41 170 т (3×3 381-мм гармат ГК). Починалася підготовка до будівництва лінкорів із артилерією калібру 356 мм у Великій Британії і з артилерією калібру 406 мм в США та Японії.

У цей період більшість зарубіжних військово-морських спеціалістів вважало лінкори практично абсолютною зброєю у війні на морі. Так у 1935 році морський міністр Франції П'єтрі заявляв: 
Серед авторитетних представників флоту жоден голос не підніметься проти лінкорів; вони постійно переживали винаходи, які, як здавалося, повинні були змусити їх зникнути. Намагатися обійтися без лінкорів при нинішніх обставинах - це те саме, що намагатися обійтися без піхоти у війні на суші.
Перспектива якісного оновлення іноземних флотів призвела до виникнення обґрунтованих сумнівів у успішному вирішенні морськими Силами РСЧА тих скромних завдань, які їм були поставлені «Програмою військового суднобудування на другу п'ятирічку». Крім цього, необхідність розгортання великого радянського військово-морського будівництва обумовлювалася і внутрішніми обставинами. Вже у 1934 році Й. В. Сталін, враховуючи зрослу міць промисловості та її досягнення у будівництві танків і літаків, а також перебуваючи під враженням від особистого знайомства з проблемами морський оборони в період своєї поїздки Біломоро-Балтійським каналом (1933), вважав за необхідне почати розгортання великомасштабного кораблебудування і створення нових кораблів усіх класів.
У 1935 році в Військово-морської академії ім. К. Є. Ворошилова були виконані тактичні обґрунтування і розрахунки «великого артилерійського корабля» стандартною водотоннажністю не більше 26 000 т і озброєного 305-мм гарматами. Корабель, розробка якого була доведена до рівня передескізного проєкту, фактично був швидкохідним лінкором помірного розміру, на кшталт німецького «Шарнхорста» і французького «Дюнкерка». Іншими важливими розробками флоту та промисловості були важкі крейсера типу «Х», призначені для боротьби з «вашингтонськими крейсерами», «вашингтонський крейсер» водотоннажністю 10 000 тонн із 180-мм артилерією, гібридний крейсер-авіаматка і потужні лінкори з артилерією калібру 400–450 мм.
Склад майбутнього «великого» Робітничо-селянського Військово-морського Флоту одночасно опрацьовувався у УВМС і в Генеральному штабі РСЧА, очолюваному одним із прихильників великих кораблів маршалом Радянського Союзу А. В. Єгоровим. Виходячи із значення морських театрів, нових оперативних завдань і складу флотів найбільш ймовірних противників СРСР (Велика Британія, Німеччина, Італія, Японія), у січні 1936 року УВМС був розроблений один з перших проєктів для перспективного складу флоту. Він передбачав будівництво для усіх чотирьох флотів 676 бойових кораблів основних класів (у тому числі двох малих авіаносців) загальною стандартною водотоннажністю 1,727 млн т. За проєктом Генерального штабу загальний тоннаж кораблів повинен був скласти 1,868 млн т, у числі бойових кораблів передбачалася наявність шести авіаносців, чотири з яких повинні були увійти до складу Тихоокеанського флоту. В обох проєктах лінійні кораблі повинні були стати головною силою майбутніх радянських флотів.
Тим не менш, вищі керівники країни та командування флоту розуміли, що реалізація нових планів кораблебудування буде залежати не тільки від розмірів фінансування та планів виділених ресурсів, таких як (робоча сила, електроенергія, паливо, метал), але також і від стабільної роботи конструкторських бюро та суднобудівних заводів (останні багато в чому не могли обходитися без іноземної технічної допомоги). Так, незважаючи на звітне "виконання планів будівництва кораблів і підводних човнів, фактичне положення справ у військовому суднобудуванні було неблагополучним. У число побудованих включалися кораблі, які ще не закінчили офіційних випробувань, а кораблі, які не встигли закласти, закладалися пізніше у рахунок поточної п'ятирічки. Крім цього, якість проєктів кораблів потребувала значного покращення. В цілому плани будівництва підводних човнів виконувалися менш ніж на 50%. Такий стан справ об'єктивно складався через недостатній рівень підготовки як інженерів-конструкторів, так і командирів флоту, порушення наступності у проєктуванні та будівництві кораблів, низьку технологічну дисципліну в конструкторських бюро і на заводах, брак робітників відповідної кваліфікації.

## Велика кораблебудівна програма

### Програма «великого морського суднобудування» (1936)

#### Розробка програми «великого морського суднобудування»
В основу перспективного планування складу РСВМФ навесні 1936 року були покладені міркування про необхідність пропорційного розвитку трьох великих самостійних флотів на Балтійському, Тихоокеанському і Чорноморському театрах і меншого за складом, але також досить ефективного флоту на Півночі. Головним завданням флоту залишалася надійна оборона узбережжя і внутрішніх вод СРСР від вторгнення з моря. Відмінністю нової програми від старої (1933 року) було те, що легкі ударні сили флоту передбачалося підтримувати повноцінним лінійним флотом.
Нова кораблебудівна програма розроблялася у обстановці суворої секретності та без залучення достатньо висококваліфікованих експертів — теоретиків у галузі військово-морського будівництва, так як багато хто з них, у тому числі такий великий авторитет як М. О. Петров, вже були вигнані з РСВМФ. До ретельного колегіального обговорення варіантів програми не залучалися навіть старші флагмани з'єднань і об'єднань. Й. В. Сталін обмежився тим, що провів коротку зустріч із керівництвом УВМС і командувачами флотів, на якій поставив спантеличеним флагманам питання: «Які кораблі та з яким озброєнням треба будувати? З яким противником швидше за все доведеться зустрічатися цим кораблям у бойовій обстановці?». За свідченням Л. М. Галлера, командувачі флотами одностайно висловилися за будівництво підводних човнів, а їх думки з будівництва надводних кораблів розділилися. Командувач Тихоокеанським флотом Флагман флоту 1-го рангу М. В. Вікторів виступав за будівництво великих кораблів, а командувач Чорноморським флотом флагман флоту 2-го рангу В. К. Кожанов висловлювався за будівництво поряд із крейсерами та есмінцями якомога більшої кількості торпедних катерів. Відпускаючи флагманів із зустрічі, Сталін зауважив: «Ви самі ще не знаєте, що вам потрібно».
У повному обсязі новою кораблебудівною програмою займалися тільки В. М. Орлов і В. М. Лудри, а останнє слово залишалося за Й. В. Сталіним, який не був фахівцем у військово-морських питаннях. З подачі Сталіна у програмі недооцінювалася роль авіаносців, у неї не включили і така важлива «противага вашингтонським крейсерам», як важкий крейсер з 254-мм артилерією, хоча такий корабель у 1935–1936 роках вже перебував на стадії проєктування. На думку В. Ю. Грибовського, очевидним є той факт, що Орлову та Лудри розробка й обґрунтування програми виявилися не по силам.
Керівництво Морських Сил прагнуло уникнути дискусій щодо спірних питань, а іноді й відмовлялося вислуховувати поради фахівців. Рішенням В. М. Орлова з питання про проєктування лінкорів (від 15 липня 1936 року), зокрема, говорилося: «Консультації промисловості з професорами військово-морської академії ім. Ворошилова припинити».

#### Склад програми «великого морського суднобудування»
Перспективну програму розвитку флоту В. М. Орлов представив на обговорення у Політбюро ЦК ВКП(б) і Раду праці та оборони СРСР. Після обговорення програма була затверджена закритою постановою радянського уряду 26 червня 1936 року. З урахуванням крейсерів, лідерів, есмінців і підводних човнів, побудованих і споруджуваних за планами першої і другої п'ятирічок, програма «великого морського суднобудування» 1936 року передбачала створення флоту з 533 бойових кораблів основних класів загальною стандартною водотоннажністю близько 1 млн 307,3 тис. тонн. У загальній складності для чотирьох флотів повинні були побудувати: вісім «великих» лінкорів типу «А», шістнадцять «малих» лінкорів типу «Б», двадцять легких крейсерів, сімнадцять лідерів ескадрених міноносців, 128 ескадрених міноносців, 90 великих, 164 середніх і 90 малих підводних човнів. Найбільше поповнення повинні були отримати Тихоокеанський і Балтійський флоти — по 415,1 і 400 тисяч тонн, або 232 і 137 кораблів основних класів відповідно. Чорноморський флот повинні були поповнити 98 кораблів основних класів тоннажем 352,6 тисяч тонн. Найменшою кількістю кораблів основних класів (66 одиниць) мав поповнитися Північний флот.
53,2% від загального тоннажу флоту становили лінійні кораблі, 18,3% — підводні човни, 17,2% — лідери та есмінці, 11,2% тоннажу припадало на крейсери. Грандіозний план будівництва флоту передбачалося завершити в десятирічний термін.

#### Постанова Ради Праці і Оборони «Про програму великого морського суднобудування»
16 липня 1936 року в розвиток плану, представленого В. М. Орловим, Рада праці та оборони (РПО) при РНК СРСР прийняла постанову «Про програму великого морського суднобудування», яка поставила Наркомату важкої промисловості завдання і конкретизувавши строки виконання програми на найближчі два роки. Згідно з постановою РПО в 1937–1938 роках планувалося почати будівництво восьми лінкорів (сім у Ленінграді в 1937 році, один у Миколаєві в 1938, з них чотири типу «А» і чотири типу «Б»), восьми легких крейсерів, восьми лідерів ескадрених міноносців, 114 ескадрених міноносців, 123 підводних човнів. Здача флоту перших восьми лінкорів була запланована на 1941 рік. «З метою уникнення зайвого різноманіття в споруджуваних кораблях» постановою рекомендувалося у найближчі два роки забезпечити однотипність лінкорів (у рамках двох проєктів — «А» і «Б»), нові легкі крейсера будувати за типом «Кірова», лідери — за проєктом заводу «Орландо» (проєкт 20І), ескадрені міноносці — за проєктом 7, а підводні човни — за зразком XIV, IX і XII серій; Главморпрому також пропонувалося при розробці проєктів кораблів «прагнути до найбільшого використання конструкцій, що вже виправдали себе та уніфікації конструкцій і механізмів».

#### Підготовка до реалізації програми «великого морського суднобудування» 1936 року
Програма «великого морського суднобудування» у разі виконання повинна була ввести СРСР у число провідних морських держав світу: на момент її затвердження флоти США і Великої Британії налічували по 15 лінкорів, Японії — дев'ять, Франції — шість і Італії — чотири, не рахуючи кораблів, які перебували у будівництві. Військово-морський флот СРСР до 1942 року повинен був мати 11 лінкорів, у тому числі вісім нових проєктів, а до 1947 року — 24 лінкора тільки новітніх проєктів. У той же час ці значні морські сили розподілилися майже рівномірно між трьома ізольованими і віддаленими один від одного морськими театрами: по вісім лінкорів призначалося для Балтики та Чорного моря, закритих басейнів, де флоти СРСР могли бути заблоковані у випадку війни з коаліцією морських держав, шість лінкорів типу «Б» повинні були протистояти японському лінійного флоту, два лінкори цього ж типу призначалися для Північного флоту.
При великому обсязі великого кораблебудування у програмі 1936 року був проігнорований принцип стратегічного зосередження сил. Тихоокеанський флот, навіть за умови його посилення перекладом кораблів з Північного флоту, не отримував переваги над японським у водах Далекого Сходу, а лінійні сили Північного флоту виглядали слабкими в порівнянні з британськими або силами майбутнього німецького флоту. Рішення оперативних завдань на кожному театрі, в особливості на Балтійському та Чорноморському, кораблебудівної програми забезпечувалося.
Більшої критики заслуговує «явна незбалансованість майбутніх флотів у тактичному відношенні». Кількісне співвідношення між лінкорами, крейсерами та ескадреними міноносцями було заплановано на рівні початку XX століття і в умовах прогресу підводних сил і авіації не забезпечувало бойової стійкості та ефективності застосування великих кораблів. На належному рівні в програмі оцінювалася роль підводних човнів у сучасній війні, проте роль авіаносців зовсім ігнорувалася. У нехтуванні авіаносцями проявилася слабкість радянської військово-морської теорії, розвиток якої стримувався догматизмом «теоретиків» нового покоління і надмірною секретністю розробки програми.
Програма «великого морського суднобудування» володіла ще однією важливою особливістю, яка проявилася у оптимізмі вищого радянського керівництва та командування флоту щодо кількості та строків створення кораблів майбутнього флоту. Й. В. Сталін, В. М. Молотов, К. Є. Ворошилов, В. М. Орлов, В. М. Лудри і Р. А. Муклевич вважали, що ентузіазму та творчості мас, помножених на досягнення індустріалізації і раціональне планування, більш ніж достатньо для успішної реалізації програми кораблебудування, оскільки великі зусилля і виділені плановим порядком значні кількості матеріалів, внутрішніх фінансів і валюти вже принесли успіх у будівництві танків і літаків. Рівень промислового виробництва дійсно дозволяв вести масштабне кораблебудування: у 1936 році в СРСР було виплавлено 16,4 млн т сталі, видобуто 27,43 млн т нафти та вироблено 32,84 млрд кВт×год електроенергії.
У створений наприкінці 1936 року Народний комісаріат оборонної промисловості на чолі з М. М. Кагановичем був включений Главморпром, що став 2-м Головним управлінням цього наркомату на чолі з заступником наркома флагманом флоту 1 рангу В. М. Орловим. 28 червня 1937 року В. М. Орловим і Р. А. Муклевичем було підписано спеціальну Протокольну угоду про виконання плану робіт на 1937 рік. Відповідно до нього загальний обсяг нового військового кораблебудування визначався «небувалою раніше сумою» 930 млн рублів при загальних витратах на оборону 20,1 млрд рублів (на 1937 рік). До 10 квітня 1937 року був підготовлений розроблений 2-м Державним проєктним інститутом за завданням Р. А. Муклевича «Організаційний план морської суднобудівної промисловості на 1937–1943 роки».
На самому початку виконання програми виникли значні труднощі, найбільш значними з яких були проблеми проєктування лінкорів типу «А», водотоннажність яких при високих вимогах Управління ВМС РСЧА до озброєння та захисту не вкладалася у рамки заданих 35 000 т. У травні 1937 року керівники флоту та промисловості дійшли згоди в питанні необхідності збільшення розмірів лінкорів типу «А» для створення повноцінного корабля класу «лінійний корабель».
Могло здаватися, що програма 1936 року набуває певних основ для планового виконання, але у 1937 році вони отримали серйозне потрясіння — у СРСР, у тому числі й у суднобудівній промисловості, розгорнулися пошуки «ворогів народу» та «шкідників», які перейшли в «Великий терор».

### «Великий терор» і його вплив на реалізацію кораблебудівної програми
Масові репресії на флоті та в суднобудуванні були розпочаті влітку 1937 року, коли на нараді керівних працівників НКВС нарком внутрішніх справ М. І. Єжов заявив, що, на думку Сталіна, «військово-фашистська змова має відгалуження і в керівництві Військово-морських сил». Ця установка стала сигналом до широких арештів і подальшого знищення видатних флотських начальників, включаючи наркомів ВМФ і командуючих флотами, і талановитих кораблебудівників. Унаслідок терору з липня 1937 по березень 1939 року вище командування Військово-морського флоту змінювалося п'ять разів.
Для компрометації фабрикувалися стандартні надумані справи «шкідників і змовників», членів «контрреволюційних організацій антирадянської військово-фашистської змови, учасники якої ставили на меті за допомогою інтервенції з боку Німеччини й Англії повалити радянську владу та відновити капіталізм у СРСР» тощо. Погрозами та тортурами від обвинувачених отримували потрібні зізнання, від яких багато згодом відмовилися.
За час терору були заарештовані видні керівники центральних органів флоту: В. І. Зоф, Е. С. Панцержанський, А. К. Векман та ін. Хвиля політичних репресій торкнулася багатьох десятків талановитих радянських учених, конструкторів, організаторів радянського суднобудування. Серед них М. В. Алякринський, А. М. Асафів, С. А. Базилевський, В. І. Бекаурі, В. Л. Бжезинський, С. Б. Волинський, П. Г. Гойнкіс, Ф. В. Дормідонтов, Л. Х. Казін, А. С. Кассациєр, К. Н. Коршунов, Г. Є. Липелис, Б. М. Малінін, В. О. Нікітін, Е. Е. Папмель, В. М. Перегудов, В. Ф. Попов, Н. І. Разін, В. П. Римський-Корсаков, А. В. Сперанський та інші.
Обстановку страху, підозри та напруження репресій часто нагнітали окремі діячі флоту та суднобудування. Наприклад, прибулий у 1938 році на Тихоокеанський флот нарком ВМФ П. А. Смірнов своїм головним завданням оголосив «почистити флот від ворогів народу». Заступник наркома І. С. Ісаков доповідав В. М. Молотову: «Має місце неправильний набір людей на відповідальні посади уповноважених військпредів, серед яких виявляються вороги народу… проведена ретельна перевірка й очищення контрольно-приймального апарату від ворогів чи сумнівних елементів» тощо. Не підіймали голосу проти репресій і керівники суднобудування, підтверджуючи свою прихильність сталінському курсу на велике суднобудування: нарком суднобудівної промисловості І. Ф. Тевосян у своєму виступі на XVIII з'їзді партії на догоду Й. В. Сталіну говорив: «Вороги народу — агенти фашизму Тухачевський, Орлов і Муклевич та інша погань — намагалися довести, що нам не потрібен потужний надводний флот». Загальній атмосфері тоталітарної держави з її беззаконням і дефіцитом гуманізму піддавалися у той час і яскраві позитивні особистості. Результатом цієї боротьби зі «шкідниками», «ворогами» і «сумнівними елементами» стала втрата багатьох цінних флотських фахівців і військових інженерів.

### Вплив Громадянської війни в Іспанії на радянське кораблебудування
Починаючи з осені 1936 року СРСР надавав військову допомогу іспанському республіканському уряду в громадянській війні з прихильниками генерала Франко (франкістами). Для спостереження за розвитком подій нейтральні Велика Британія і Франція посилали до берегів Піренейського півострова свої бойові кораблі, німецькі та італійські кораблі перебували в іспанських водах з іншою метою — для прикриття перевезень сухопутних військ і озброєння, а також забезпечення розвідкою флоту франкістів, що проводив активні блокадні дії і перехоплення транспортів із військовими вантажами з СРСР. З допомогою італійських морських сил флот франкістів у 1936–1937 роках 86 разів нападав на радянські судна, потопивши при цьому три радянських транспорти («Комсомол», «Благоєв», «Тімірязєв») і захопивши разом з екіпажами чотири інших.
Надсилати власні кораблі для підтримки республіканських сил радянський ВМФ не міг, і не тільки з політичних причин. Кораблів у радянському флоті було мало, а в разі відкритого військового виступу Німеччини й особливо Італії, їх могли легко знищити. З лінійних кораблів у складі РСВМФ було тільки три тихохідних лінкори типу «Марат», бойова стійкість яких при наявних труднощах забезпечення ППО та ПЧО викликала сумніви. Крейсера (типу «Світлана») і ескадрені міноносці (із серії «Новіков»), що перебували у складі флоту, виглядали відверто слабкими та застарілими на тлі нових кораблів німецького та італійського флотів. У підсумку, з другої половини 1937 року радянський уряд був змушений припинити регулярні рейси своїх транспортів у Іспанію, а основний потік вантажів відправляти через Францію.

### План будівництва бойових кораблів Морських Сил РСЧА (1937)
13/15 серпня 1937 року радянським урядом було видано постанову про переробку кораблебудівної програми 1936 року, творці якої (В. М. Орлов, Р. А. Муклевич та ін) вже перебували у в'язницях НКВС. Аналіз подій в Іспанії був врахований М. В. Вікторовим і Л. М. Галлером при розробці нового варіанту «Плану будівництва бойових кораблів Морських Сил РСЧА».
Новий план кораблебудування був представлений Й. В. Сталіну та голові РНК В. М. Молотову у вересні 1937 року в формі докладної доповіді наркома оборони К. Є. Ворошилова. План передбачав створення потужних флотів на Тихому океані, де як основний ймовірний противник СРСР розглядалася Японія, і на Балтійському морі, де основним вірогідним супротивником вважалася Німеччина, з урахуванням можливості залучення у війну проти СРСР також Польщі та Фінляндії. Питома вага Чорноморського флоту, ймовірним противником якого були італійський і німецький флоти, була трохи знижена, зате Північний флот передбачалося посилити та по тоннажу нових кораблів наблизити до Чорноморського.
При виробництві кількісних і якісних розрахунків корабельного складу флотів на морських театрах враховувалися перспективи розвитку військово-морських сил ймовірних противників та оперативні завдання. Найважливішими оперативними завданнями вважалися недопущення висадки десантів і захоплення радянського узбережжя противником (для Тихоокеанського і Північного флотів), недопущення великих сил противника в Чорне море, у північну частину Балтійського моря і в Рузьку затоку, завоювання панування на морі (Чорноморський флот і Балтійський флот у Фінській затоці), зрив або порушення морських комунікацій противника (для Тихоокеанського, Балтійського і Північного флотів). До специфічних завдань відносилися: недопущення перевезення японських військ і вантажів через корейські порти, «розгром флотів і баз ворожих держав» у Чорному морі, забезпечення Північного морського шляху і своїх комунікацій на Півночі з нейтральними країнами і, «якщо буде потрібно, сприяння сухопутній армії по захопленню території Естонії, Латвії та Фінляндії».
Новий план передбачав мати до 1 січня 1947 року 599 кораблів основних класів, у тому числі шість лінкорів типу «А», 14 лінкорів типу «Б», три лінкори типу «Марат», два авіаносці, десять важких крейсерів, 22 легких крейсера, 3 «старих крейсера», 20 лідерів ескадрених міноносців, 144 ескадрених міноносця, 84 великі, 175 середніх і 116 малих підводних човнів. Порівняно з програмою 1936 року «План будівництва бойових кораблів Морських Сил РСЧА» виглядав більш обґрунтованим у тактичному відношенні: було збільшено число ескадрених міноносців при скороченні числа лінкорів, для Тихоокеанського і Північного флотів вперше передбачалося по одному авіаносцю водотоннажністю 10 000 т, вводився обґрунтований раніше тип важкого крейсера з 254-мм артилерією. Замість колишніх лінкорів типу «Б» з 305-мм гарматами (проєкт 25), визнаного неефективним, мали розробити новий «малий» лінкор — стандартною водотоннажністю 48 000 т і з 356-мм головним калібром (проєкт 63).
Офіційного затвердження новий план не отримав, хоча і був схвалений вищим керівництвом. Не була офіційно затверджена й представлена Головним морським штабом у лютому 1938 року в Народний комісаріат оборонної промисловості восьмирічна «Програма будівництва бойових і допоміжних суден на 1938–1945 роки». Відсутність затвердженого документа, в якому б у директивному порядку викладався план будівництва флоту, у 1937–1938 роках безсумнівно стримувало вирішення усього комплексу питань забезпечення флоту (кадри, бази, виробництво озброєння).

### Організаційні заходи по поліпшенню керівництва військово-морським флотом і суднобудівною промисловістю
Будівництво «Великого флоту» вимагало проведення ряду організаційних заходів по поліпшенню керівництва радянським військово-морським флотом і суднобудівною промисловістю. У грудні 1937 року був утворений самостійний загальносоюзний Народний комісаріат Військово-морського флоту, в березні 1938 року була сформована і почала функціонувати Головна Військова Рада Військово-морського флоту. Наркомат ВМФ отримав із цього часу власний бюджет, фонди заготівок матеріальних засобів, план замовлень промисловості. 26 травня 1938 року Науково-дослідний інститут військового кораблебудування, яких раніше існував у складі Військово-морського флоту, було передано наркомату оборонної промисловості, а пізніше на його основі створили новий ЦНДІ-45. З 17 липня 1938 року в ВМФ знову був створений Науково-технічний комітет (НТК ВМФ), у обов'язки якого входило спостереження за передескізними та ескізними проєктами, що розробляються фахівцями суднобудування, та їх оцінка, а також розробка тактико-технічних завдань на нові кораблі й участь у розробці планів науково-дослідних робіт. Першим головою комітету став військовий інженер 1 рангу О. А. Фролов.

### Десятирічний план будівництва кораблів ВМФ (1939)
Велике значення для розвитку радянського військового суднобудування мав XVIII з'їзд ВКП (б), що проходив із 10 по 21 березня 1939 року. На з'їзді підкреслювалося, що «завдання прискорення будівництва та введення у дію нових кораблів повинно стати центральним завданням радянського суднобудування». З'їзд приділив особливу увагу найбільш доцільному географічному розміщенню промислових підприємств, що працюють на суднобудування, для достатнього наближення суднобудівних заводів до місць базування флоту. Цим мали намір при менших витратах отримати на кожному театрі рівне або дещо переважне число кораблів основних класів у порівнянні з вірогідним супротивником.
Як вихідні дані для складання перспективного плану наркомом суднобудівної промисловості І. Ф. Тевосяном була затверджена передбачувана спеціалізація суднобудівних заводів: лінійні кораблі могли будуватися на трьох заводах, важкі крейсера мали намір будувати на двох, легкі крейсера — на шести, ескадрені міноносці — на п'яти, підводні човни — на семи, тральщики — на трьох, мисливці за підводними човнами — на двох. Великі суднобудівні центри повинні були забезпечити одночасне будівництво відразу декількох типів кораблів.
6 серпня 1939 року нарком ВМФ М. Г. Кузнєцов представив Раді народних комісарів перероблений «Десятирічний план будівництва кораблів ВМФ» (1938–1947 роки), що включав будівництво 15 лінкорів типу «А», 16 важких і 32 легких крейсерів (у тому числі шести типу «Кіров»). План повинен був виконуватися у два етапи: п'ятирічного плану суднобудування (1938–1942) і п'ятирічної програми (1943–1947). У рамках п'ятирічного плану суднобудування повинні були закладатися 8 лінкорів, п'ять важких і 16 легких крейсерів. Остаточним варіантом «Десятирічного плану будівництва кораблів ВМФ» передбачалося мати до 1946 року: 15 лінкорів проєкту 23 (тип «Радянський Союз»), 15 важких крейсерів проєкту 69 (тип «Кронштадт»), 28 легких крейсерів (проектів 26-біс і 68), 36 лідерів есмінців, 144 ескадрених міноносця (проектів 7, 7-У, 30 і 35), 336 підводних човнів, 96 сторожових кораблів, 115 мисливців за підводними човнами, 204 тральщики, 28 мінних і 14 мережевих загороджувачів, 6 моніторів і канонерських човнів, 348 торпедних катерів.

### Загальні роботи
- Грибовський В. Ю. На шляху до «великого морського і океанського» флоту (Кораблебудівні програми Військово-Морського Флоту СРСР у передвоєнні роки). // Гангут. — СПб. : Видавництво «Гангут», 1995. — № 9. — С. 2-20. — ISBN 5-85875-031-1.
- Краснов В. Н. Військове суднобудування напередодні Великої Вітчизняної Війни. — М. : Наука, 2005. — 215 с. — ISBN 5-02-033780-3.